# 珠母珍珠蚌
珠母珍珠蚌（学名：Margaritifera dahurica）为珍珠蚌科珍珠蚌属的动物，俗名蛤蜊。

## 分佈
本物種分佈於中国大陆的黑龙江、吉林等地以及俄罗斯，多栖息于河流及小溪。

## 外部連結
維基物種上的相關：珠母珍珠蚌